# 山田脩也
山田 脩也（やまだ しゅうや、2005年8月20日 - ）は、宮城県仙台市青葉区出身のプロ野球選手（内野手）。右投右打。阪神タイガース所属。

## 経歴

### プロ入り前
6歳年上の兄、利輝の影響で仙台広瀬リトルリーグで野球を始め、小学校6年生の時にWBSC U-12ワールドカップの日本代表に選出された。その後仙台東部リトルシニアを経て、利輝も在籍した仙台育英学園高等学校へ進学。
仙台育英学園高等学校では1年春から遊撃手のレギュラーを務める。2年夏の第104回全国高等学校野球選手権大会では2番打者として全試合に先発出場し、東北勢初となる優勝に貢献した。同年秋から主将を務めた。3年春の第95回記念選抜高等学校野球大会ではベスト8に進出。同年夏の第105回全国高等学校野球選手権大会では前年に続き2番打者として全試合に先発出場し、2004年・2005年の駒澤大学附属苫小牧高等学校以来史上7校目となる連覇を目指し決勝まで勝ち進んだが、慶應に敗れ準優勝となった。その後、WBSC U-18ワールドカップの日本代表に内野手として選出され、優勝した。
2023年10月26日に開催されたドラフト会議にて阪神タイガースから3位指名を受け、11月23日に、契約金5000万円、年俸600万円（金額はいずれも推定）で仮契約を交わした。背番号は52。

### 阪神時代
2024年は二軍で102試合に出場し、打率.217、0本塁打と、打撃に課題を残した。
2025年は、ウエスタン・リーグの福岡ソフトバンクホークス戦で、伊藤優輔から公式戦初本塁打を記録した。これが二軍新本拠地日鉄鋼板SGLスタジアム尼崎の第1号本塁打となった。

## 詳細情報

### 背番号
- 52（2024年[8] - ）

### 代表歴
- 2017 WBSC U-12ワールドカップ 日本代表
- 2023 WBSC U-18ワールドカップ 日本代表